# マツモ
マツモ（松藻、学名: Ceratophyllum demersum）は、マツモ目マツモ科に属する水草の1種であり、マツモ属のタイプ種である。根を欠き、水中を浮遊または特殊化した枝で水底に固着している。1–2回二叉分岐した葉が輪生している（図1）。この葉が松葉に似ていることから「マツモ」の名がついた。金魚藻 (キンギョモ) と総称される植物の1種であり、しばしばアクアリウムで観賞用に栽培される。
食用とすることがある海藻のマツモ（Analipus japonicus）は褐藻綱に属する藻類であり、被子植物に属する上記のマツモとは全く異なる生物である。以下は被子植物に属するマツモについて概説する。

## 特徴
マツモは淡水の水中に生育する多年生の水生植物である。根を欠き、ふつう水中を浮遊しているが、ときに枝が変化した構造（仮根ともよばれる）によって水底に固着している。茎は長さ20–300センチメートル (cm)、盛んに分枝する。節に5–10枚の葉が輪生する（下図2a, b）。葉は長さ8–35ミリメートル (mm)、1–2回（まれに3回）二叉分岐して線状の裂片になり、縁にはトゲ状の鋸歯がある（下図2b）。同属の他種にくらべて葉が強壮であるが、葉の大きさや硬さは環境条件による変異が大きい。秋になると茎の先端に葉が密集して越冬芽（殖芽、長さ 2–6 cm）となり、これが離脱して水底に沈み、越冬する。また植物体の分断化による栄養繁殖も活発に行う。
日本での花期は5-8月だが、1年を通じて開花しない集団もある。花は単性で雌雄同株、雄花と雌花が同一の茎の別の節につくが、雄花が先に形成される。花は直径 1–3 mm、12枚ほどの苞葉（花被片ともされる）で囲まれる。雄花は10個ほどの雄しべをもつ（上図2a, c）。雌花には長い花柱をもつ1個の雌しべが存在する（上図2a）。花粉は水中を浮遊し、雌しべに達する（水中媒）。
果実は痩果、暗緑色から赤褐色、長楕円形で長さ 3–6 mm、ふつう先端に1本（宿存性の花柱）、基部両側に1本ずつ、計3本の長いトゲ状突起（長さ 0.1–14 mm）がある (上図2a)。ニュージーランドなどでは種子形成が見つかっていない。染色体数は 2n = 24, 38, 40, 48, 72 が報告されている。

## 分布・生態
南北アメリカ、アフリカ、ユーラシア、東南アジア、オーストラリア北東部など世界中の熱帯から温帯域に分布している。またニュージーランドなどでは外来種として問題視されている。日本では北海道から沖縄まで報告されている。
湖沼、ため池、水路などに生育し、ふつう水中を浮遊している（上図3）。

## 保全状況評価
マツモは日本全体としては絶滅危惧種に指定されていないが、下記のように地域によっては絶滅のおそれが高いとされる。以下は2020年現在の各都道府県におけるレッドデータブックの統一カテゴリ名での危急度を示している（※埼玉県・東京都・神奈川県では、季節や地域によって指定カテゴリが異なるが、下表では埼玉県は全県のカテゴリ、東京都・神奈川県では最も危惧度の高いカテゴリを示している）。
- 絶滅種: 東京都
- 絶滅危惧I類: 群馬県、神奈川県※、長野県、鹿児島県
- 絶滅危惧II類: 福島県、埼玉県※、千葉県、新潟県、富山県、石川県、福井県、奈良県、熊本県
- 準絶滅危惧: 北海道、茨城県、岐阜県、三重県

またマツモと別種または同種とされるヨツバリキンギョモ (ヨツバリマツモ、ゴハリマツモ)（下記参照）も愛知県、長崎県で絶滅危惧I類、佐賀県で準絶滅危惧、滋賀県、熊本県、沖縄県で情報不足に指定されている。

## 人間との関わり
アクアリウムの観賞用水草として使用されることが多く、栽培は容易。金魚藻（きんぎょも）と総称される水草の1種である。金魚藻とよばれる水草には他にハゴロモモ（フサジュンサイ、カボンバ; ハゴロモモ科）、オオカナダモ（トチカガミ科）、フサモ（アリノトウグサ科）などがあるが、これらはいずれも互いに遠縁の植物である。

## 分類
マツモは、マツモ属のタイプ種である。。また植物の学名の出発点であるリンネの『植物の種』(1753年) において記載された植物の1つである。

### 種内分類群
マツモは形態変異が大きく、以下のような種内分類群が認識されている（下表1）。
| 表1. マツモの種内分類群 - マツモ Ceratophyllum demersum L. (1753) - Ceratophyllum demersum var. demersum = Ceratophyllum aquaticum H.C.Watson (1873) = Ceratophyllum asperum Lam. (1779) = Ceratophyllum cornutum Rich. (1810) = Ceratophyllum demersum var. oxyacanthum (Cham.) K.Schum. (1894) = Ceratophyllum demersum f. papillosum Wilmot-Dear (1985) = Ceratophyllum gibbum Laforet ex Nyman (1879) = Ceratophyllum indicum Willd. ex Cham. (1829) = Ceratophyllum oxyacanthum Cham. (1829) = Ceratophyllum tricorne Dumort. (1827) = Ceratophyllum tricuspidatum Dumort. (1827) = Ceratophyllum tuberculatum Cham. (1829) = Ceratophyllum verticillatum Roxb. (1832) = Ceratophyllum vulgare Schleid. (1837) - Ceratophyllum demersum var. apiculatum (Cham.) Asch. (1860) = Ceratophyllum apiculatum Cham. (1829) = Ceratophyllum chilense Leyb. (1859) = Ceratophyllum unicorne Dumort. (1827) - Ceratophyllum demersum var. inerme J.Gay ex Radcl.-Sm. (1983) = Ceratophyllum demersum var. commune A.Gray (1856) nom. inval. - Ceratophyllum demersum f. missionis (Wall. ex Wight & Arn.) Wilmot-Dear (1985) = Ceratophyllum missionis Wall. ex Wight & Arn. (1834) |

### Ceratophyllum platyacanthum
Ceratophyllum platyacanthum はマツモに類似しているが、果実の上部に花柱由来のトゲ (stylar spine) に加えてトゲ (facial spine) をもつ点で異なる。Ceratophyllum platyacanthum subsp. platyacanthum はトゲに翼状突起が発達しているが、Ceratophyllum platyacanthum subsp. oryzetorum（ヨツバリキンギョモ）は下方2本、上方2本のトゲが目立つ。後者は日本からも報告されている（下表2）。C. platyacanthum はマツモと同種とされることも、別種とされることある。マツモと C. platyacanthum は同所的に出現することもある。
分子系統学的研究からは、Ceratophyllum platyacanthum は系統的にはマツモに含まれることが示されている。C. platyacanthum の染色体数は72と報告されており、おそらく6倍体起源であると考えられている。このことから、C. platyacanthum は倍数化によってマツモから生じたと考えられている。
| 表2. Ceratophyllum platyacanthumの分類 - Ceratophyllum platyacanthum Cham. (1829) = Ceratophyllum demersum var. notacanthum Foucaud (1886) = Ceratophyllum demersum var. pentacanthum (Haynald) Haynald (1894) = Ceratophyllum demersum subsp. platyacanthum (Cham.) Nyman (1879) = Ceratophyllum demersum var. platyacanthum (Cham.) Wimm. (1857) = Ceratophyllum komarovii Kuzen. (1937) = Ceratophyllum oxyacanthum Schur (1866) nom. inval. = Ceratophyllum pentacanthum Haynald (1881) = Ceratophyllum platyacanthum var. pentacanthum (Haynald) Tzvelev (2001) = Ceratophyllum triacanthum Schur (1866) - Ceratophyllum platyacanthum subsp. platyacanthum - ヨツバリキンギョモ (ヨツバリマツモ、ゴハリマツモ) Ceratophyllum platyacanthum subsp. oryzetorum (Kom.) Les (1988) = Ceratophyllum oryzetorum Kom. (1932) = Ceratophyllum demersum var. pentacorne Kitag. (1936) = Ceratophyllum demersum var. quadrispinum Makino (1917) = Ceratophyllum demersum f. quadrispinum (Makino) Kitag. (1965) = Ceratophyllum pentacanthum Hayata (1919) nom. illeg. |